# Der Schatz im Acker

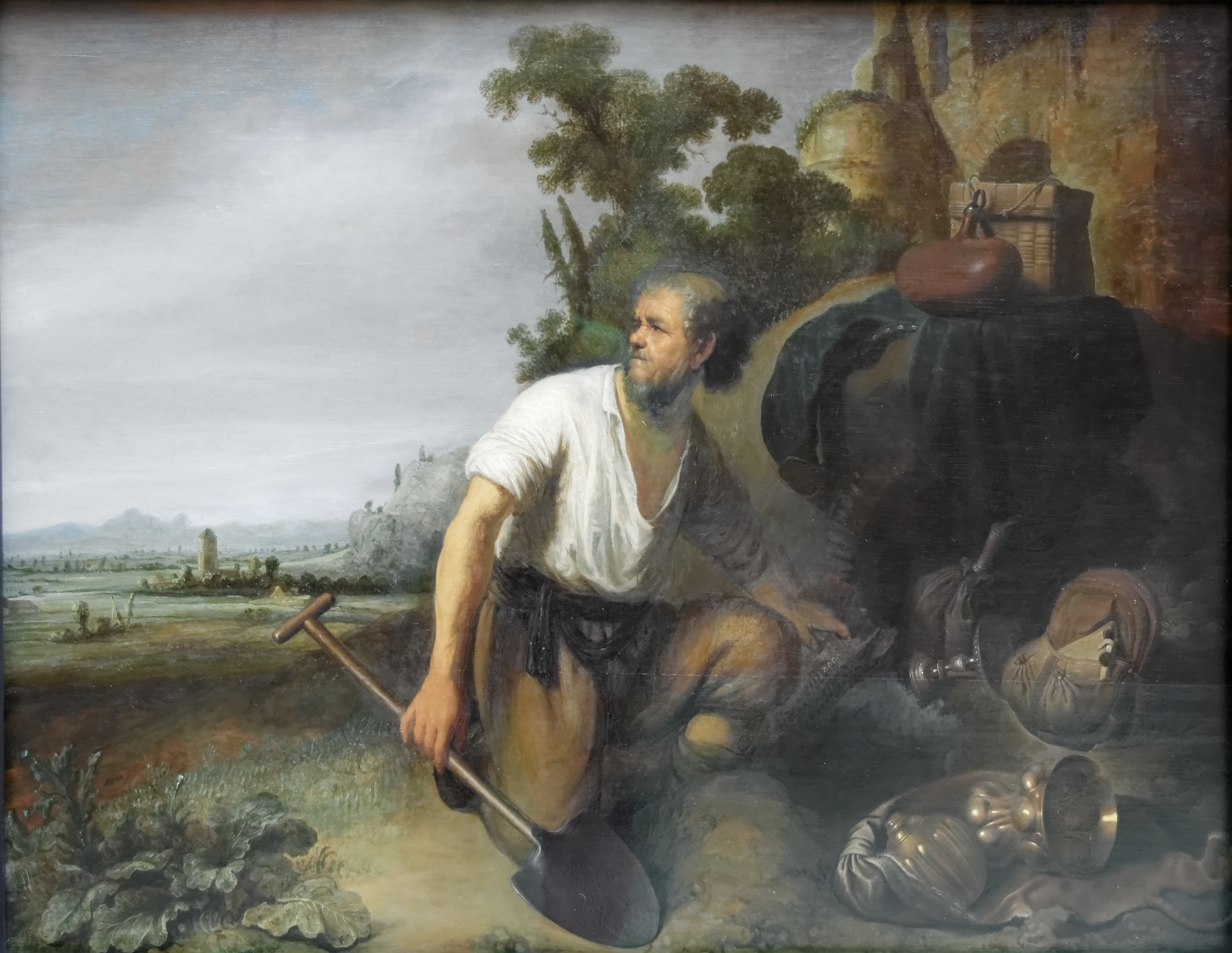
Das Gleichnis vom Schatz im Acker von Rembrandt (um 1630)

Das von Jesus von Nazaret erzählte Gleichnis Schatz im Acker wird in den Evangelien im Neuen Testament der Bibel einzig durch das Evangelium nach Matthäus Mt 13,44  überliefert und gehört somit zum Matthäischen Sondergut. Eine Variante dieses Gleichnisses ist auch im nichtkanonischen Thomasevangelium in Logion 109 zu finden.

## Inhalt
Der Inhalt wird in der Einheitsübersetzung folgendermaßen wiedergegeben:

„Mit dem Himmelreich ist es wie mit einem Schatz, der in einem Acker vergraben war. Ein Mann entdeckte ihn, grub ihn aber wieder ein. Und in seiner Freude verkaufte er alles, was er besaß, und kaufte den Acker.“

Eine Parallelstelle gibt es in den übrigen kanonischen Evangelien nicht, aber eine ähnliche Fassung findet sich im Thomasevangelium, Logion 109:

„Jesus sagte: ‚Die Herrschaft Gottes gleicht einem Menschen, der auf einem Acker einen verborgenen Schatz besaß, von dem er nichts wusste. Nach seinem Tod hinterließ er den Acker seinem Sohn. Der Sohn wusste ebenfalls nichts von dem Schatz und verkaufte ihn [sc. den Acker]. Und der Käufer fand […] beim Pflügen den Schatz. Er begann, Geld gegen Zinsen zu verleihen, an wen er wollte.‘“

Dem Gleichnis schließt sich direkt das Gleichnis von der kostbaren Perle an und ähnelt diesem in Aufbau und Aussage.

## Auslegung

### Allegorische Deutungsansätze
Die allegorische Auslegungspraxis wird vor allem in Brüdergemeinden und anderen bibeltreuen Gemeinschaften gepflegt. Hier geht man davon aus, dass Jesus selbst der beschriebene Mensch sei. Bei dem Schatz handelt es sich um die neutestamentlich Gläubigen. Andere Ausleger deuten den Schatz auf das Volk Israel.

### Deutung auf das Reich Gottes hin
Eine weitere Interpretation, so z. B. von Georg Singe vertreten, geht davon aus, dass der Schatz im Acker ein Bild für das Reich Gottes abgibt und das Gleichnis einen Weg zu Gott aufzeigt. Der Mensch, der den Schatz gefunden hat, muss zunächst alles verkaufen was er hat, um in Besitz des Ackers und des darin verborgenen Schatzes zu gelangen. Danach gehört ihm der Schatz
Nach Dietrich Bonhoeffer müsse man, um Christ zu sein, mit voller Hingabe Christ sein. Dieses Gleichnis sei das erste Merkmal der „teuren Gnade“, das Bonhoeffer anführt und von der „billigen Gnade“ unterscheidet.

### Neuere Deutungen
Klaus Berger deutet das Gleichnis von der Aussage „und verkaufte alles was er besitze“. Er kommt zu der Auslegung, dass zum frühesten Christentum ein „Befreiungsschlag“ gehörte, der den Abschied von Besitz und Familie bedeutete.